# Guido Eekhaut
Guido Eekhaut (Leuven, 1954) is een Vlaams auteur van misdaadromans, speculatieve fictie en literaire fantasie, voor volwassenen als voor de oudere jeugd.
Hij publiceert bij grote en kleine uitgeverijen in Vlaanderen en Nederland. Zijn kortere proza verscheen onder andere  in De Gids, Maatstaf, SIC, De Brakke Hond, Lava, Extase, Wonderwaan, Fantastische Vertellingen en vele andere tijdschriften. Verhalen verschijnen ook in vertalingen, onder andere in de VS, Duitsland, Polen, Roemenië, China,  Italië, Argentinië en Denemarken. Verscheidene van die verhalen werden bekroond met literaire prijzen. Een van zijn eerste romans, De Cirkeljaren (1986), kreeg de prijs van de Stad Brussel.  In de jaren tachtig schreef hij daarenboven hoorspelen, waarvoor hij ook bekroond werd. 
Als journalist en interviewer schreef hij tussen 1995 en 2008 voor De Tijd (België), Intermediair, De Standaard, Knack en Bizz. Hij levert tevens essays aan een aantal literaire en politieke tijdschriften, waarin hij zich voornamelijk met geopolitiek, ideologie, futurisme en geschiedenis bezighoudt. 
In zijn romans en novellen bewandelt hij voortdurend de grensstreken tussen genres. Geïnspireerd door de betere sciencefiction van de jaren zestig en zeventig en door literaire fantastiek, schreef hij zowel experimentele psychologische romans als 'fantasieën'. Deze laatste spelen zich onder andere af in de (verzonnen) stad Orsenna, die ergens buiten onze ruimte en tijd ligt, maar er wel veel raakvlakken mee heeft. De naam van deze stad is ontleend aan de Franse schrijver Julien Gracq.  
Eekhaut won op 31 oktober 2009 de Hercule Poirotprijs voor zijn thriller Absint. Ook het eerste boek onder de schuilnaam Nellie Mandel werd gelijktijdig voor die prijs genomineerd. Het in 2014 verschenen misdaadboek Kingston Noir werd genomineerd voor de Gouden Strop. In 2021 haalde hij de shortlist voor de Gouden Vleermuis, voor zijn volledige oeuvre. Als Nellie Mandel haalde hij ook de shortlists voor de Diamanten Kogel en de Gouden Strop. 
In 2019 startte hij bij Uitgeverij Clavis met twee Young Adult reeksen: Enigma en Nomade, die zich in de toekomst afspelen. Beide reeksen zijn bedoeld als één enkel verhaal, waarvan in totaal zeven boeken zijn gepland.  
Zijn onwil om specifiek binnen één bepaald genre te schrijven maakt zijn werk moeilijk te klasseren, maar in de Vlaamse krant Het Nieuwsblad werd hij De koning van de onconventionele plot genoemd. Hij vertaalt zijn eigen proza naar het Engels om een ruimere markt te bereiken. Op die manier werden onder andere twee van zijn boeken in de Verenigde Staten uitgeven: Absinthe en Purgatory. 

### Orsenna-serie
- Orsenna (1994), roman
- De Vivisectie (2003), roman
- Het Labyrint (2007), roman
- Stappers: De Praal van Steden (2014), fantasy
- Stappers: De Geur van Woestijnen (2015), fantasy
- Orsenna Eterna (2015), roman

### Amsterdam-trilogie
- Absint (2009), roman; winnaar Hercule Poirotprijs; Duitse vertaling: Schwarze Kanäle (2011, 2018); Amerikaanse uitgave: Absinthe (2018)
- Loutering (2010), roman; Amerikaanse uitgave: Purgatory (2019)
- De Schuld van Roseboom (2012), roman

### De Canada-boeken
- Rode Aarde (2009), roman; onder het pseudoniem Nellie Mandel; genomineerd voor de Hercule Poirotprijs, 2009
- Grijze Herfst (2010), roman; onder het pseudoniem Nellie Mandel; genomineerd voor de Diamanten Kogel, 2011
- Blauwe sneeuw (2011), roman; onder het pseudoniem Nellie Mandel; genomineerd voor de Gouden Strop, 2012
- Gele Zomer (2022), roman; onder het pseudoniem Nellie Mandel.

### De Wolven-boeken
Gebaseerd op de tv-serie Wolven:
- Wolven: Arveladze (2010), roman
- Wolven: Douglas (2010), roman
- Wolven: Jalena (2011), roman

### Literair proza
- De Cirkeljaren (1986), roman; winnaar Prijs van de Stad Brussel
- Het Panini Principe (1989), roman
- Aliettes Gevoel voor Wraak (2013), roman
- De Verdwijning (2018), roman
- Een passie voor Voeten (2019), novelle.

### De Malvil-Cyclus
- De Zwarte Prins (2016), roman
- De Naderende Storm (2019), roman

### Misdaad
- Vulkaan (2011), roman
- Witse: De Nederlandse Connectie (2013), roman
- Kingston Noir (2014), roman; genomineerd voor de Gouden Strop, 2015
- De Politieman van de Paus (2014), roman
- Q (2015), roman
- Slender Man (2017), roman
- Het Huwelijk van Tijd en IJs (2020), roman
- Spiegel (2022), roman
- Venezia Oscura (2024), roman

### Fantastische en speculatieve fictie
- Eeuwig Venetië (1992), roman
- Zombiewereld. (2005), roman
- Einde van de Eeuwigheid (2008), roman
- Neon Londen (2010), roman
- Het Laatste Verhaal (2011), roman
- Demon in Leuven (2011), novelle
- Voorbij Neptunus (2013), novelle
- Singapore Concerto (2013), roman
- Tormance (2019), novelle; Duitse uitgave: Wehmantik (2016).
- Het Fluisteren van de Tijd (2021), roman.
- Wachten in Budapest (2024), novelle
- Shadow Game (2024), roman

### Young Adult
- Enigma: het Geheim van de Kraken (2019), roman
- Nomade (2019), roman.
- Enigma: De Belofte van Infinity (2020), roman.
- Eeuwig. (2020) roman.
- Nomade 2: Vreemde werelden (2021), roman.
- Enigma: De Wereld van de Kraken (2021), roman.
- Nomade 3: Andere Tijden (2023), roman.
- Infinity (2023), roman.
- In de Zone (2023), roman.
- De Toekomst Schrijven (2023) Non-fictie.
- De Stad van Basalt (2024), roman.

### Verhalen en novellen
- Labyrinten (1980), verhalen
- Hôtel Tropique / Babel (1990), novellen
- Babel (1993), novellen
- Vacuümeiland (1996), novellen
- De Paus en de Engelen (2009), verhalen
- Bezoeker (2013), verhalen
- Doornroosjes Wraak (2021), novelle.
- De Verdwenen Volken van de Aarde (2023), novelle.

### Cultuurfilosofie
- Pelgrims en Barbaren (1991), essays
- Op het Lijf Geschreven (2003)
- Waarheid en Werkelijkheid (2005)
- De Filosofie van het Neen (2007); Amerikaanse uitgave: The No Philosophy (2015)

### Hoorspelen
- Lamouzères. (BRT Radio 3, 1988, regie: Flor Stein)
- Obsessie (BRT Radio 1, 1989, regie: Greet Pernet)
- Terminus (BRT Radio 2 en Radio 4 (Nl), 1989, regie: Ludo Schats), Sabam Prijs 1989
- Antigua (BRT Radio 1, 1990, regie: Johan Dronkers)
- Borges (KRO, Radio 4 (Nl), 1991, regie: Renier Heijdeman)
- Nature Morte (met Jean-Pierre Léwy, BRTN, 1993, regie: Flor Stein)
- Rimbaud (BRTN, 1993, regie: Bart Stouten)

- Digitale Bibliotheek voor de Nederlandse Letteren: eekh001
- Gemeinsame Normdatei: 136313663
- International Standard Name Identifier: 0000 0001 2029 4219
- Library of Congress Control Number: n86029500
- Nederlandse Thesaurus van Auteursnamen: 074325523
- Virtual International Authority File: 80679768
- WorldCat: E39PBJp69fgWkPgmJtyy7HKcfq